# Кръст на честта
Кръст на честта (на немски: Ehrenkreuz für Frontkämpfer) или Почетен кръст на ветеран от войната е бронзов почетен кръст присъждан на служещи или жертви от Първата световна война.

## История
Учреден е през юли 1934 г., от правителството на Германия, по инициатива на райхспрезидента Паул фон Хинденбург в качестовто си на орден възпоменаваш бивши фронтови офицери или загинали през войната.
Подписването на грамотата се осъществява на 13 юли като почетният кръст възниква в три варианта.
- Почетен кръст присъждан на войници
- Почетен кръст присъждан на взели участие във войната хора
- Почетен кръст присъждан на загинали във войната

Въпреки това, право на получаване ималт само ветераните воюващи на фронта или участващите във войната, както и техните съпруги, бащи и синове убити по време на войната.

## Статистика на награждаванията
6 202 883 кръста връчени на ветерани (фронтоваци) от войната
1 120 449 кръста връчени на участници във войната (без никакво сражение)
345 112 кръста връчени на вдовици на загинали бойци
373 950 кръста връчени на близки на загинали бойци
Сред наградените също са: Херман Гьоринг (1 септември 1934 г.), Адолф Хитлер (4 септември 1934 г.)
- Почетен кръст I степен: 6 250 000
- Почетен кръст II степен: 1 200 000
- Почетен кръст III степен: 720 000

## Производители на Почетен кръст на ветеран от войната
- 1. A (над) A. & S. – F.W. Assmann & Sohne Ludenscheid
- 2. (Ad. B. (над) L.) (в круге) – Adolf Baumeister Ludenscheid
- 3. (B C (над) O) (в треугольнике) – Biedermann & Co. Oberkassel
- 4. B. H. (над) L. – выпуклое – Bernhard Haarmann Ludenscheid
- 5. B. H. (над) L. – выбитое – Bernhard Haarmann Ludenscheid
- 6. C. P. – Carl Poellath Schrobenhausen
- 7. C. TH. D. (над) D – Carl Theodor Dicke Ludenscheid